# Barnhem i Sverige
Barnhem i Sverige var under flera hundra år en institution som tusentals föräldralösa samt barn med andra problem anlände till och tillbringade majoriteten av sin uppväxt på. På barnhemmet var barnen tvungna att arbeta för att försörja sig. 

## Stora Barnhuset vid Drottninggatan

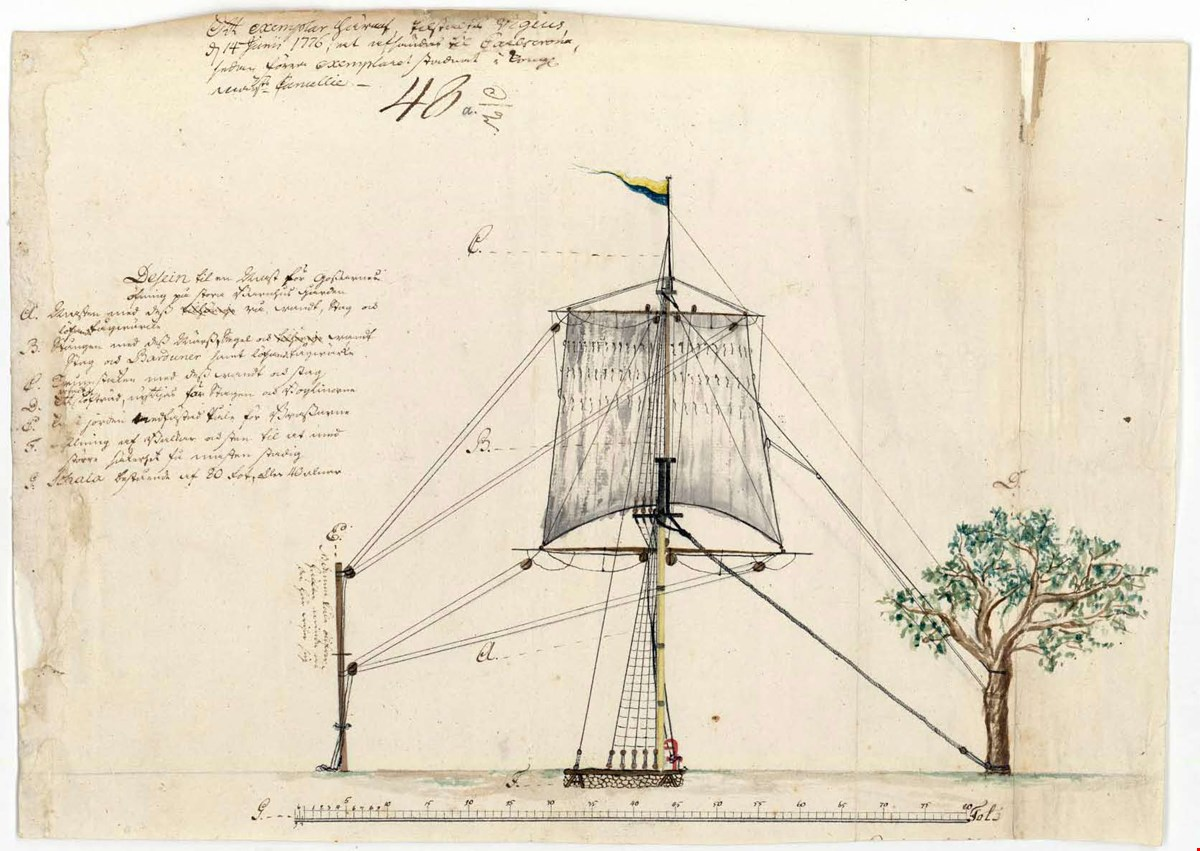
Ritning till mast för gossarnas övning på Stora barnhusets gård

Under 1630-talet byggdes Stora Barnhuset vid Drottninggatan i Stockholm. Staden hade under början av 1600-talet många med gatubarn som tiggde och stal. De yngsta barnen som bodde på Stora Barnhuset var fem år. På barnhemmet fick barnen en yrkesutbildning i hantverk, vilket blev en förutsättning för att de skulle kunna försörja sig själva. Varje år tog Stora Barnhuset emot cirka 150 barn. Barnen som var intagna på barnhemmet fick arbeta åt den svenska krigsindustrin. Deras arbetsuppgifter bestod i att bland annat tillverka garn och rep till flottan. Spinnrockarna i barnstorlek var en komponent i skapandet av de segel som drev den svenska flottan framåt över Östersjön. Trots bristfälliga förhållanden med dålig hygien och undermålig mat medförde ändå barnhemmet bättre omständigheter jämfört med hur barnens liv annars hade varit.

### Allmänna barnhuset

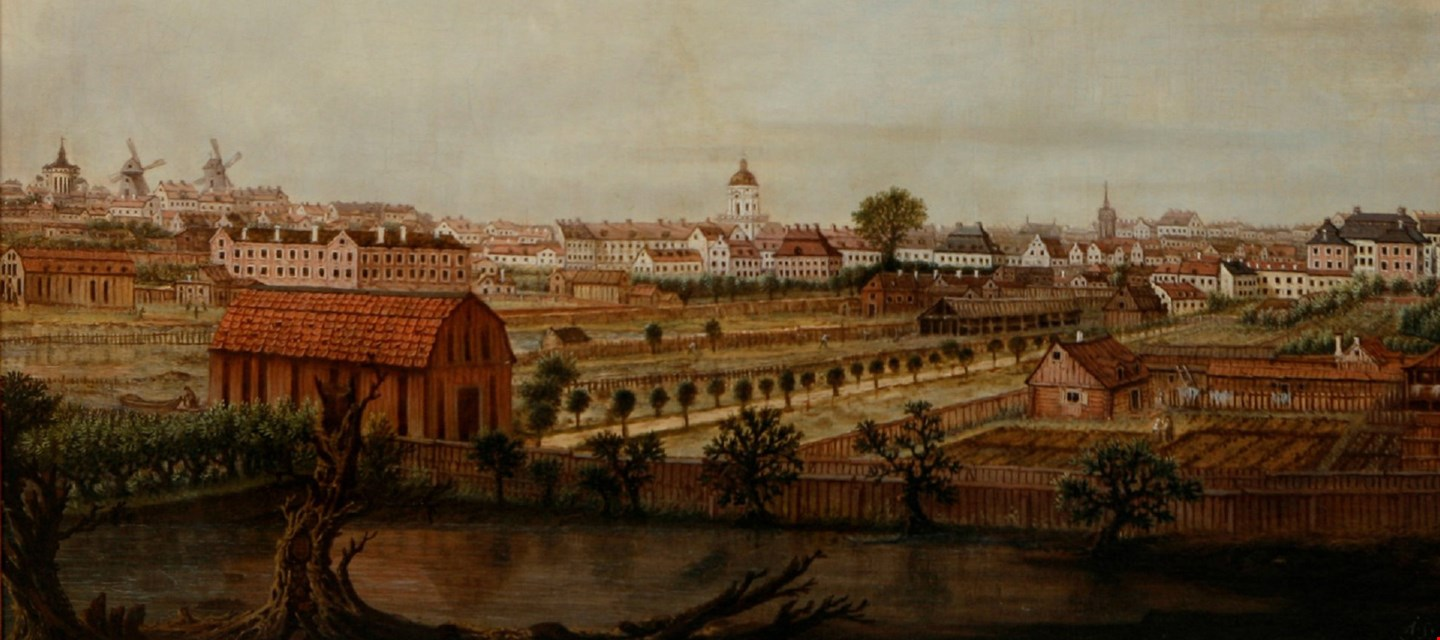
Allmänna barnhuset 1784

År 1785 sammanslogs Allmänna Barnhuset med lilla barnhuset och stora barnhuset i Stockholm. Första året efter sammanslagningen avled 30-50 % av barnen före ett års ålder. Många av barnen blev sjuka, fick för lite mat och de äldre fick arbeta mycket. Reglementet som infördes 1850 sa att styresmannen för varje barnhem skulle vara överläkare. Trots det dog 1851–1860 64 % av barnen innan de fyllt 14 år. 1870 hade dödligheten sänkts till 18 % på grund av förbättrade förhållanden. Runt barnhusets gård fanns ett högt plank för att förhindra att barnen rymde. De barn som försökte rymma fick som straff att bära en träklump med en kedja runt benet, vilket kan ses som ett bevis på att barnen i praktiken behandlades som fångar. 1879 öppnade det nya barnhuset mellan Vanadisvägen och Norrtullsgatan. År 1885 flyttade Allmänna barnhuset och 1886 revs byggnaderna på Drottninggatan. 1888 tog Allmänna barnhuset emot 346 spädbarn och läkaren John Takman har beskrivit att var fjärde spädbarn dog under vistelsen. Koleran var förstås en orsak men barnens hälsa var bristande redan när de kom till barnhemmet.

## Frimurarebarnhuset i Kristineberg

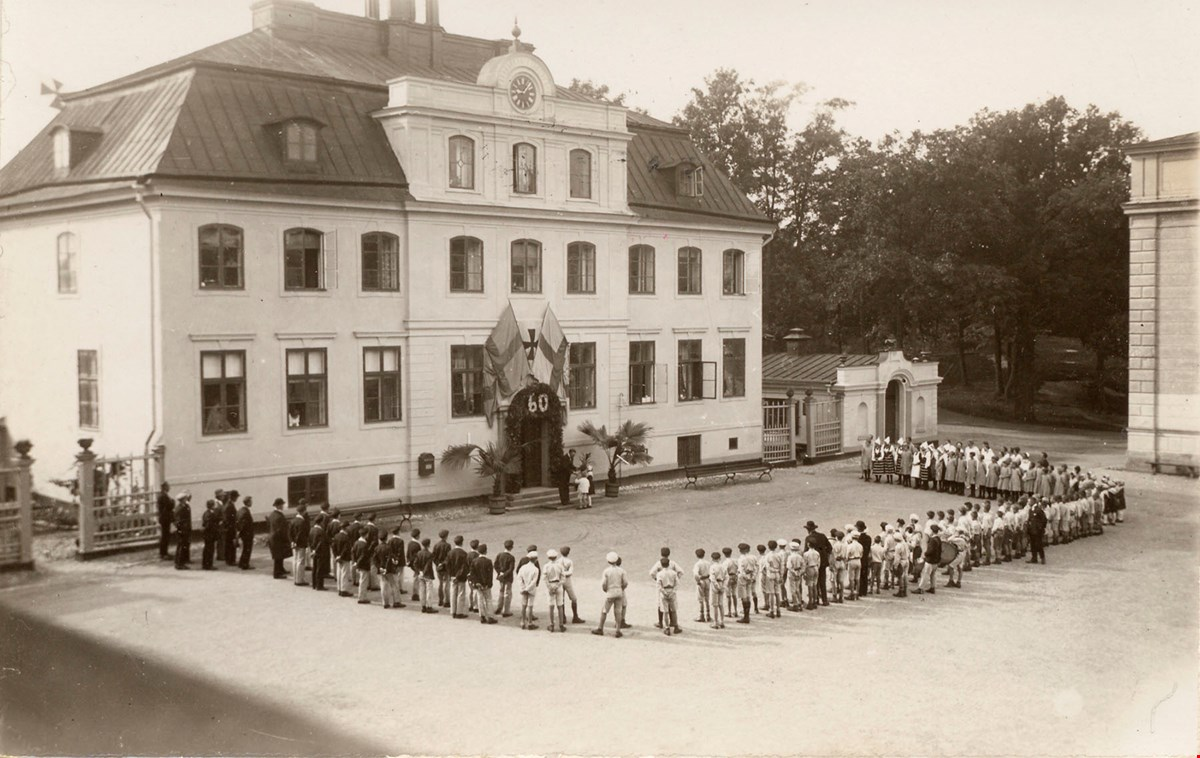
Uppställning vid gården på Frimurarebarnhuset i Kristineberg, 16 augusti 1928

Frimurarnas barnhus var ett barnhem som endast tog emot friska barn och barn födda inom äktenskapet, "äkta barn". I åldrarna 6-10 år kunde "välartade barn" utan sjukdomar komma till Frimurarebarnhuset. Denna institution var en av de äldsta för barnavård i Stockholm. Från 1753 till 1867 höll frimurarebarnhuset till i lokaler på Östermalm. När institutionen sedan flyttade till Kristineberg, fick barnhemmet nyrenoverade klassrum, slöjdsalar, kök, badhus, matsal och sjukavdelning. Målet med barnhemmet vara att göra barnen till "goda kristna arbetare". Pojkarna fick främst lära sig olika hantverk såsom snickeri och skomakeri medan flickorna skulle fostras till "dugliga tjänarinnor". De hantverk som barnen lagade, sydde och målade bidrog till barnhemmets ekonomi. Frimurarebarnhuset verksamhet finansierades också av Frimurarorden, en förening där endast män fick vara medlemmar. Från 1750 till början av 1900-talet drev barnhemmet en egen skola. Därefter blev barn från 4:e klass undervisade i Kungsholmens folkskola. 1930 flyttade verksamheten till Blackeberg och barnen gick då i Bromma kyrkskola och Norra Ängby skola. När barnhemmet 1940 lades ner så hade sammanlagt 12 000 barn bott på hemmet. Föreningen Frimurarorden startade sedan en stiftelse. Stiftelsen Frimurare finns än idag kvar och stödjer forskning samt organisationer som arbetar för utsatta barn och unga.

## Barnhemsbarnens uppväxt och liv
Varje barnhemsbarn hade en tragedi eller ett trauma som bakgrund. Ett exempel på ett sådant barn var Maria Lindqvist vars mor hade dött och pappan led av en kronisk lungsjukdom. Hon placerades i Stockholm stads uppfostringsanstalt för flickor vid nio års ålder medan hennes två andra syskon hamnade på ett barnhem i andra änden av staden. År 1898, vid 17 års ålder, skulle hon bli barnjungfru åt Gerhard Reutercrona som var en bevakningsbefälhavare på Långholmens centralfängelse.

### Anstalternas epok
Perioden från år 1850 till 1950 har fått namnet anstalternas epok. Allt fler samhällsområden institutionaliserades och många nya barnhem, fängelser och anstalter för psykiskt sjuka öppnades. En utredning publicerad 1897 fastslog att mer än 40 000 barn var bosatta på barnhem, fosterhem eller fattiggårdar. Flera av dessa institutioner drevs av den offentliga sektorn men privata stiftelser och föreningar var inte ovanliga. Förutom det intresse som fanns för att ta hand om människor så blev det också en fråga om barnhem i vissa fall var det bästa alternativet för individen. Barnen som misshandlades och var utsatta i föräldrahemmet skulle få möjligheten till en bättre uppväxt. Under denna tid flyttade också många från landsbygden till städerna på grund av industrialiseringen och de arbeten som städerna erbjöd. De urbana miljöerna var  präglade av en hård uppväxtmiljö, som bidrog till att det inom borgerligheten uppstod en filantropisk rörelse som sökte "rädda", utsatta barn.

### Ligapojkskommittén
För att utreda ungdomsproblemen som rådde under denna tid utsågs år 1896 en kommitté, vars namn blev ligapojkskommittén. Arbetet resulterade i barnavårdslagen som kom 1902 och syftade till "uppfostran åt vanartade och i sedligt avseende försummade barn". Staten kunde nu agera direkt och systematiskt omplacera de barn som växte upp under olämpliga förhållanden. Barnavårdslagen utvecklades och under 1900-talet uppgick antal barn som omhändertogs till 200 000. Huvudsakligen fanns det tre orsaker till att barnen blev placerade på en anstalt. Det första var att det inte fanns några föräldrar eller anhöriga som kunde ta hand om barnet. Det andra skälet omfattade barn som växte upp i en miljö där de for illa och därför behövde skydd och hjälp. Den tredje anledningen till omhändertagande var att barnet var olydigt eller hade andra problem som krävde särskild vård.

### Flytten till fosterhemmen
Allteftersom blev barnhemmen snarare transitstationer för barn som skulle placeras i fosterfamiljer. Det fanns familjer som tog sig an barnen av humanitära skäl, men i många fall betraktades barnen som en handelsvara vars värde utgjordes av hur mycket de åt och vilket arbete de kunde utföra. I Sverige var efterfrågan på flickor större vilket kan ha berott på att de kräver mindre näring samt att de var till mindre besvär, därav var ersättningen för omhändertagandet av en pojke större. För att kvalificera sig som en fosterfamilj krävdes god moral och religiös renlärighet. Fattiga hushåll var däremot inte förbjudna att bli fosterhem vilket gjorde att levnadsstandarden i fosterhem inte alltid var bättre än den på barnhemmet.

### Barn födda utanför äktenskapet
Att föda barn utanför äktenskapet ansågs skamligt och bröt mot de samhällsnormer som rådde i Sverige under en lång tid, vilket resulterade i att barnamord blev ett stort samhällsproblem. Åren 1887–1901 dömdes 30 kvinnor i Stockholm för att ha dödat sina spädbarn. Ett hundratal kvinnor dog också under denna tid efter att ha tagit arsenik eller andra gifter i hopp om att utlösa missfall, "fosterfördrivning". Eftersom barnomsorg och annat stöd inte fanns och kunde erbjudas ensamstående mödrar, så var dessa mödrar ofta tvungna att lämna bort sina spädbarn. Att placera sitt barn på barnhem var däremot inte gratis utan flera mammor fick betala genom att amma sitt eget och andras spädbarn i 8 månader tills amningen för det egna barnet var avslutad. Livet som väntade för de barn som var födda utanför äktenskapet var allt annat än tryggt. Deras rättigheter skiljde sig från de barn som var födda inom äktenskapet och först år 1917 försvann uttrycket "oäkta barn" ur svensk lagstiftning. Samma år kom en ny lag som innebar att ensamstående mödrar hade rätt till ekonomiskt stöd. Dessutom upphörde det gamla barnamordsplakatet som upprättades 1778 av Gustav III som gjorde det möjligt för mödrar att åka och föda sina barn anonymt på annan ort. Dessa förändringar medförde att antalet barn som kom till Allmänna barnhuset minskade.

### Vanvården i svenska barnhem
Åren 1920–1980 vårdades närmare 300 000 barn på barnhem, fosterhem och andra anstalter, både frivilligt och under tvång. Barnhemmens syfte var att hjälpa de barn som behandlades illa i hemmet. För många barn blev det bättre men vissa barn fick även under dessa år leva under svåra förhållanden. På barnhemmen blev flera barn utsatta för sexuella övergrepp och misshandel. Regeringen tillsatte därför 2006 en utredning, Vanvårdsutredningen. Granskningen resulterade i ett erkännande och en officiell ursäkt 2011 från regeringen till barnen, och att ersättningsnämnden tillkom för att kunna ge ekonomisk ersättning till dem som utsatts för övergrepp på barnhem och i fosterhem under åren 1920–1980. Drygt hälften av de som sökte ersättning fick det.